# ギ・フィリップ
ギ・フィリップ (Guy Philippe、1968年2月29日 - ) は2004年のハイチ・クーデターの反乱指導者。
フィリップは2000年10月までハイチ国家警察のカパイシャン署長であったがクーデターを組織した嫌疑で告発、罷免されていた。フィリップはドミニカ共和国に逃れ、2004年2月までそこに「潜伏」していた。2月14日、フィリップはハイチ解放再建革命戦線を名乗り元FRAPH司令官ルイ＝ジョデル・シャンブランやジャン・タトゥーンらと国境を越えた。2月19日、フィリップは反乱軍の占領地域アルティボニトの大統領を自称したブタ・メタイエに司令官に任命された。
ギ・フィリップは元軍人で1990年代にエクアドルでアメリカ陸軍特殊作戦コマンドの訓練を受けていた。彼は尊敬する人物はチリのアウグスト・ピノチェト将軍だと語った。彼はピノチェトはチリに新自由主義を導入し経済改革によりチリを繁栄させたと褒め讃えた。
ハイチ政府は2001年7月の死傷者を出した警察学校への襲撃と2001年12月にもクーデターを試みた嫌疑で彼を告発していた。
ヒューマン・ライツ・ウォッチは2004年2月27日金曜日、フィリップがポルトープランス郊外のデルマの警察署長であった1997年から1999年の間に国際的な監視員が「主にフィリップの補佐官であるベルトニ・バジル警部指揮下の警察組織によって、数十人の犯罪組織の構成員が裁判を経ることなく処刑されていたことに気付いていた。」と報告した。
2004年3月2日、フィリップとその武装集団は国家宮殿から、旧ハイチ軍司令部を支配下に置いた。フィリップは世界の報道陣に彼らが国内の武装勢力の90%を支配下に治めていると宣言した。また彼は20人の警察部隊の司令官を呼出し、来なければ拘束すると警告していた。ハイチ国内のあるラジオ局を通じてフィリップは「この国は我が手にある。」と宣言した。
同日フィリップは首相のイヴォン・ネプチーヌを拘束すると公表した。ネプチーヌはアリスティドのラヴァラ党の幹部でもあった。『デモクラシー・ナウ!』が現地で得た情報ではネプチーヌの家は武装した暴徒に焼払われ、ネプチーヌも彼らに追われていた。ネプチーヌに近い人々も彼が身の危険を感じていると伝えた。地方のラジオはギ・フィリップが暴徒を率いて行進していると聞いてネプチーヌが官邸からヘリコプターで逃れたと報じた。一方では沿岸地方で殺戮が起きているとの報道が続いていた。
その頃、インド出身の福音派の伝道者K・A・ポールがフィリップに会うためハイチを訪れていた。その写真によれば米国の元下院議員ボブ・クレメントとギ・フィリップが3月4日付けでポールと同じ写真に納まっている。英語版の写真
その後ギ・フィリップはボニファス・アレクサンドルの暫定政権に協力し、2005年7月に国家再建戦線を結成し2006年の大統領選挙に立候補した。